# Белошейная гагара
Белошейная гагара (синонимы: белоголовая гагара, берингийская гагара, тихоокеанская гагара) (лат. Gavia pacifica) — птица из рода гагар (Gavia). Этот вид ранее рассматривался как подвид чернозобой гагары, на которую белошейная гагара очень похожа.

## Внешность
В среднем несколько меньше чернозобой гагары, хотя размеры частично перекрываются. Длина крыла 291—302 мм. Взрослые самец и самка летом похожи на чернозобую гагару в летнем наряде, но отличаются светлой, беловатой сверху шеей и затылком. Чёрное пятно на горле и нижней стороне шеи имеет не зелёный или фиолетовый, а пурпурный оттенок. Зимой отличается только по более короткому и более тонкому клюву и более толстой шее.

## Распространение

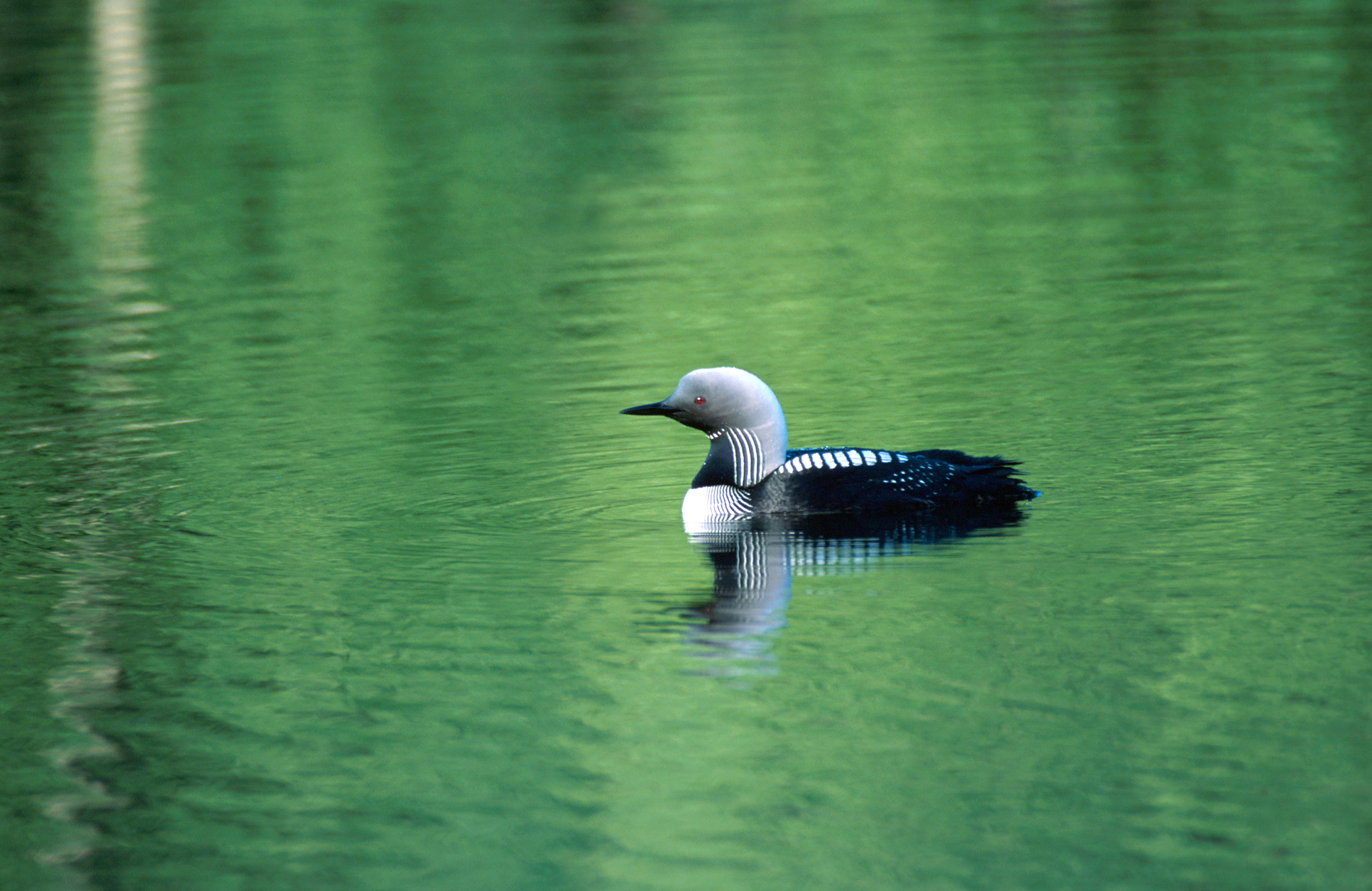
Белошейная гагара (Gavia pacifica)

Распространена в Северо-Восточной Азии от нижнего течения Яны к востоку до тихоокеанского побережья Чукотского полуострова, к северу до арктического побережья. К югу до средних, местами до южных границ тундровой зоны; по тихоокеанскому побережью от северо-восточной оконечности Чукотского полуострова к югу до 63-й параллели. Арктические и субарктические области Северной Америки от западного побережья Аляски к востоку до полуострова Мелвилл и Гудзонова залива, к северу до арктического побережья. К югу до южного побережья Аляски, озера Атабаска, северной Манитобы, северного Онтарио. Встречается на островах: Большой Ляховский (предположительно), Святого Лаврентия, Кадьяк, юг Баффиновой Земли.
Зимует у восточных побережий Камчатки, у Курильских островов и Сахалина, у берегов Японии и по западному побережью Северной Америки от Аляски до Калифорнии.

## Образ жизни
В выборе мест гнездования сходна с чернозобой гагарой, но предпочитает более мелкие озёра. Оптимальные условия для гнездования находит в приморских тундрах с многочисленными озёрами, населяет также сходные по условиям внутренние тундры, особенно в долинах рек. Зимой держится в прибрежной морской зоне. В отличие от других видов гагар иногда мигрирует в стаях.
Активность, как и у других гагар, круглосуточная. Особенно деятельны птицы бывают в предутренние и вечерние часы, отчётливый спад активности наблюдается около полуночи и в середине дня.
Как и другие гагары, летом в гнездовой области держатся парами, на пролёте и зимовках образуют скопления по нескольку птиц, однако чёткой стайной организации не наблюдается и скопления легко распадаются. Особенно хорошо заметны такие небольшие группы птиц (по 6–8 особей) сразу по прилёте в тундру, когда озера на большей своей части покрыты льдом и только в отдельных местах имеются участки открытой воды. Во второй половине лета белошейные гагары также нередко собираются для кормёжки на озёрах и реках группами до 8–10 птиц. Такие совместные кормёжки часто сопровождаются ритуализированными и «общественными демонстрациями». В местах совместного обитания белошейной и чернозобой гагар они, как правило, не смешиваются в общие стайки, а держатся обособленно, хотя и не проявляют агрессии.
Спят белошейные гагары, как и другие виды гагар, на воде, положив на спину голову и шею и спрятав клюв в перья. Как правило, спят они на середине озера, медленно дрейфуя под действием ветра. Если птицу сносит к берегу, она просыпается и возвращается на середину водоёма или начинает кормиться. Вообще все гагары довольно малоподвижные птицы и могут часами оставаться в бездействии на открытой воде.
Как и у чернозобой гагары, основные естественные враги белошейной гагары — поморники, крупные чайки (серебристая, бургомистр) и песец. Поскольку инкубация у гагар начинается с первого яйца и оба родителя поочерёдно непрерывно насиживают яйца, чайки, избегающие нападать на взрослую птицу, в нормальных условиях не причиняют существенного ущерба. Именно поэтому белошейные гагары нередко гнездятся в непосредственной близости от колониальных поселений бургомистров и серебристых чаек, которые активно защищают свои гнезда от значительно более агрессивных поморников. Значительная роль в уничтожении яиц белошейной гагары принадлежит песцу, особенно в годы депрессии численности леммингов и полёвок. Как и чернозобая гагара, белошейная часто гибнет в рыболовных сетях.

## Размножение
Размножение белошейной гагары, по-видимому, во. многом сходно с размножением чернозобой гагары. На места гнездования белошейная гагара прилетает в те же сроки, что и чернозобая гагара, одновременно с появлением закрайков на озёрах (начало — середина июня) . Прилетает в парах, которые, по всей вероятности, постоянны. Заселяет тундровые озера самого разного типа — от олиготрофных плакорных озёр, только в июле полностью освобождающихся ото льда и почти лишённых околоводной и надводной растительности, до неглубоких, заросших по берегам осокой озёр низменной тундры, пойменных озёр и густо-заросших речных стариц.
Наиболее характерно, однако, гнездование на сравнительно больших открытых озёрах с глубокой центральной частью, с слабо заросшим прибрежным мелководьем и густым бордюром осок, вахты и сабельника по берегам, а в приморской полосе тундр — и на небольших озерках среди лайд. Белошейная гагара иногда гнездится на таких мелких озёрах, которые по-своим размерам уже недоступны для более крупной и тяжёлой чернозобой. Характерная особенность белошейной гагары — менее выраженная территориальность. Нередко она селится в колониальных поселениях крупных чаек (бургомистров, серебристых чаек), по соседству с некоторыми утками, причём минимальное расстояние между гнёздами гагар может быть 50–100 м. В зоне симпатрии белошейная гагара не проявляет агрессии и по отношению к чернозобой гагаре.
Гнёзда белошейной гагары практически неотличимы от гнёзд чернозобой гагары. Они строятся либо открыто, на берегу у самого уреза воды, либо на мелководьях, среди густых зарослей надводной растительности. К таким полупогружённым гнёздам всегда ведёт хорошо заметный ход, проложенный птицей в густой осоке и служащий для подхода к гнезду и выплывания на открытую воду. В целом второй тип более характерен для белошейной гагары и на обширных пространствах приморских тундр отчётливо доминирует. Гнездовый материал, как у чернозобой гагары.
Каких-либо различий в сроках гнездования между белошейной и чернозобой гагарой не обнаружено. Полная кладка в норме состоит из двух, яиц, значительно реже из одного и как исключение из трёх. Яйца по форме и окраске неотличимы от яиц чернозобой гагары, но заметно уступают им в размерах. Яйца откладываются с интервалом в 48 часов, насиживают оба родителя, инкубация начинается с первого яйца, срок инкубации 29 дней, молодые поднимаются на крыло в возрасте 60 дней, в сентябре. Забота о потомстве и поведение пуховых птенцов, вероятно, не отличаются от таковых у чернозобой гагары.

## Питание
Кормятся, как и чернозобые гагары, на гнездовых озёрах, или, если они не богаты пищей, летают на соседние озера и реки, а в приморских тундрах — на море и устьевые лагуны. На реках добывают корм на глубокой стержневой части или в омутах при впадении в реку боковых ручьёв. В отличие от краснозобых не кормятся на перекатах и мелях. Вообще, белошейные гагары на реках кормятся значительно реже, чем чернозобые и тем более краснозобые гагары.